# Островец (Болгария)
Островец (болг. Островец) — село Кырджалийской области, входит в общину Кирково (Болгария).

## Население
Составляет 374 человека.

## Политическая ситуация
В местном кметстве Островец, в состав которого входит Островец, должность кмета (старосты) исполняет Нури  Хасан Хасан (Движение за права и свободы (ДПС)) по результатам выборов правления кметства.
Кмет (мэр) общины Кирково —  Шукран Кязим Идриз (Движение за права и свободы (ДПС)) по результатам выборов в правление общины.